# EZ2DJ
《EZ2DJ》是由韩国公司Amuseworld制作的一系列音乐类电子游戏，在街机上运营。其游戏方式与Beatmania系列类似，但随着专营权结束，在游戏和游戏方式上已有所转变。游戏中包含众多不同风格的音乐。EZ2DJ的第一版于1999年推出，最新版本EZ2AC: FINAL EX于2020年8月7发布，之后开发商Square Pixels将系列转移到家用端EZ2ON REBOOT : R。